# Tal Ben Haim
Tal Ben Haim o Tal Ben-Haim (טל בן-חיים); nascut el 31 de març de 1982 a Rixon le-Tsiyyon, Israel) és un jugador israelià de futbol. Ben-Haim juga de defensa central i de lateral esquerre, i té contracte actualment amb el Portsmouth FC a la Premier League anglesa. És membre de la selecció israeliana.